# قائمة مقار الحكم في مصر

## القائمة

### مقر الحاكم
| الاسم                                                                                   | المؤسس | الدولة/العصر                               | الحكام | تاريخ البناء | الحالة | ملاحظات |
| --------------------------------------------------------------------------------------- | ------ | ------------------------------------------ | ------ | ------------ | ------ | --- |
| الدار الكبرى بالفسطاط دار عمرو بن العاص                                                 |        | الخلافة الراشدة                            |        |              | مندثر  | بنيت شرق جامع عمرو بن العاص.:172:30 |
| دار الإمارة بالفسطاط دار الذهب دار عبد العزيز بن مروان                                  |        | الأموي                                     |        | 67هـ/686م    | مندثر  | كانت تقع غرب جامع عمرو بن العاص. أحرقها مروان بن محمد أثناء فراره منها فأصبحت تلك الحادثة رمزاً لانتهاء سلطة بني أمية في مصر.:172:45 |
| دار الإمارة بالعسكر                                                                     |        | العباسي                                    |        |              | مندثر  | أسسها صالح بن علي مع تأسيسه لمدينة العسكر، وكانت الدار مجاورة لمسجد العسكر وبينهما باب يستخدمه الوالي العباسي. زالت الدار مع زوال الدولة الطولونية ودخول سليمان الكاتب مصر.:49:50:36 |
| القصر الطولوني قصر الميدان                                                              |        | الطولوني                                   |        |              | مندثر  | شيده أحمد بن طولون مع تشييده لمدينة القطائع لما ضاقت عليه مدينة العسكر ودار إمارتها، ومكان القصر اليوم هو ميدان قلعة صلاح الدين، وكان له ميدان كبير حتى عرف باسم الميدان.:55 |
| دار الإمارة بالقطائع                                                                    |        | الطولوني                                   |        |              | مندثر  | شيدها أحمد بن طولون مع تشييده لمسجده بمدينته القطائع، وكانت تقع خلف حائط قبلة المسجد، وفيها باب يفتح على مقصورة الصلاة المخصصة للأمير وحاشيته. استخدمت هذه الدار في بداية العصر الفاطمي أيام المعز لدين الله ديواناً للخراج.:60:38                                                                       |
| الدار العظمى                                                                            |        | العباسي، الإخشيدي                          |        |              | مندثر  | أسسها سليمان الكاتب بعد إسقاطه للدولة الطولونية، وكان موقعها عند المصلى القديم، واستمرت داراً للإمارة خلال العصر الإخشيدي حتى دخل الفاطميون مصر، فأسكنها المعز لدين الله لعمه حتى وقعت الشدة المستنصرية.:50                                                                                              |
| القصر الشرقي                                                                            |        | الفاطمي                                    |        |              | مندثر  | |
| القصر الغربي                                                                            |        | الفاطمي                                    |        |              | مندثر  | |
| دار الوزارة الكبرى دار الوزارة "زمن الأفضل شاهنشاه" دار القباب الدار الأفضلية دار الملك |        | الأيوبي                                    |        |              | مندثر  | هي في الأصل دار الوزارة في العهد الفاطمي. عقب سقوط الدولة الفاطمية اتخذها حكام الدولة الأيوبية مقراً للحكم حتى انتقلوا إلى قلعة الجبل في عهد الملك الكامل محمد بن العادل الأيوبي. |
| قلعة الجبل                                                                              |        | الأيوبي، المملوكي، العثماني، أسرة محمد علي |        |              | قائم   | |
| قلعة الروضة القلعة الصالحية قلعة المقياس قلعة الجزيرة قلعة جزيرة الفسطاط                |        | الأيوبي                                    |        |              | مندثر  | شيدها الملك الصالح نجم الدين أيوب في أقصى الجنوب وفي مقابل النيل وسكنها مع مماليكه (أطلق عليهم المماليك البحرية بسبب إلى قرب القلعة من النيل) وكانت عددهم ألف مملوك بعد انتقاله من قلعة الجبل. واستمرت تلك الجزيرة عامرة حتى تولى السلطنة عز الدين أيبك فأمر بتخريبها ليعمر بها مدرسته المعزية.:114:115 |
| قصر عابدين                                                                              |        | الخديوي إسماعيل                            |        |              | قائم   | |
| قصر القبة                                                                               |        | جمال عبد الناصر                            |        |              | قائم   | :316:317 |
| قصر الاتحادية                                                                           |        |                                            |        |              | قائم   | |

### مقر الوزير (رئيس مجلس النظار/مجلس الوزراء)
| الاسم                                                                                   | المؤسس | الدولة/العصر | الوزراء | تاريخ البناء | الحالة | ملاحظات |
| --------------------------------------------------------------------------------------- | ------ | ------------ | ------- | ------------ | ------ | --- |
| دار الديباج دار الوزير يعقوب بن كلس                                                     |        | الفاطمي      |         |              | مندثر  | هي دار الوزير أبي الفرج يعقوب بن كلس وظلت دارة الوزارة في العهد الفاطمي حتى قدم بدر الدين الجمالي فلم يسكنها، وجعلت داراً ينسج فيها الحرير والديباج برسم الخلفاء الفاطميين فعرفت بدار الديباج.:358 |
| دار برجوان دار الوزارة "زمن بدر الدين الجمالي" دار المظفر جعفر بن بدر الدين الجمالي     |        | الفاطمي      |         |              | مندثر  | هي في الأصل دار برجوان وزير الخليفة الحاكم بأمر الله. لما قدم بدر الدين الجمالي القاهرة لم يسكن دار الديباج "مقر الوزارة السابق"، وسكن دار برجوان بعد أن أنشئها شيئاً آخر. بعد وفاة بدر الدين الجمالي انتقل ابنه الوزير الأفضل شاهنشاه إلى دار القباب وترك هذه الدار إلى أخيه المظفر جعفر، فعرفت بدار المظفر. وبعد مقتل المظفر استخدمت الدار كدار للضيافة لإقامة الرسل الواردين من الملوك، واستمرت كلك إلى نهاية دولة الفاطميين، فأسكن بها صلاح الدين الأوبي أولاد العاضد -آخر الخلفاء الفاطميين- وآل بيته، فظلوا بها حتى نقلهم الكامل محمد بن العادل الأيوبي إلى القلعة، ثم بيعت الدار في زمن المنصور قلاوون وبنى الكثيرون مكانها الدور والمساكن ومنهم المؤرخ المقريزي.:341:342 |
| دار الوزارة الكبرى دار الوزارة "زمن الأفضل شاهنشاه" دار القباب الدار الأفضلية دار الملك |        | الفاطمي      |         |              | مندثر  | أنشئها الوزير الأفضل شاهنشاه برحبة باب العيد مقابل الجزء الشمالي الشرقي من القصر الشرقي الكبير. ربطها بعض المؤرخين مثل ابن عبد الظاهر بدار الوزارة التي بناها بدر الدين الجمالي، فذكر أن الأفضل شاهنشاه أضاف دار الوزارة التي بناها أباه إلى دور بني هريسة وعمرها داراً وسماها دار الوزارة، ومحلها الآن خانقاه بيبرس الجاشنكير،:342:50:51 أما علي باشا مبارك فذكر أن دار الوزارة أنشأها أمير الجيوش بدر الدين الجمالي وزير الخليفة المستنصر بالله، وكانت داراً ضخمة حدها طولاً من باب حوش عطى إلى باب حارة المبيضة، وكانت قبل ذلك تسمى دار القباب وحولها دور صغيرة، واستمرت داراً للوزارة إلى آخر العهد الفاطمي، فلما انتزع صلاح الدين الأيوبي الملك وأنهى حكم الفاطميين ولقب بالسلطان الملك الناصر، صارت هذه الدار تسمى دار الملك. واستمرت داراً للحاكم إلى أن نقل الملك محمد ابن العادل بن أيوب مقر الحكم إلى قلعة الجبل. وفي عهد المماليك البحرية شرع شمس الدين قراسنقر المنصوري في هدم الجهة القبلية من الدار وبنى بها ربعاً ومدرسة وفي عهد المماليك البرجية بنى ركن الدين بيبرس الجاشنكير خانقاه بجانب المدرسة القراسنقرية من جملة دار الوزارة.:ج2:ص69:82 |
| دار الملك                                                                               |        | الفاطمي      |         |              | مندثر  | بناها الأفضل شاهنشاه بن بدر الدين الجمالي وكانت من مناظر الفاطميين، ابتدأ في بنائها في سنة 501هـ/1107م. فلما تم بنائها انتقل إليها من دار القباب بالقاهرة وسكنها وحول إليها الدواوين من القصر، فلما قتل الأفضل صارت الدار من جملة متنزهات الفاطميين، وطلت كذلك حتى حولها الملك الكامل محمد بن العادل الأيوبي إلى المتجر الرسمي للدولة، وكانت آخر مكان يصل إليه موكب الخليفة إذا خرج إلى الجامع العتيق -بمصر القديمة حالياً- في موكب أول العام. كانت واقعة على شاطئ النيل في آخر عمارة مصر القديمة بجوار المدرسة المعزية التي أنشأها فيما بعد الملك المعز أيبك التركماني في عام 654هـ/1256م. وهذه المدرسة لم يزل مكانها معروفاً حيث محلها اليوم جامع عابدي بك الشهير بمسجد الشيخ درويش في آخر شارع مصر القديمة في الجهة القبلية على النيل. وموضع دار الملك اليوم مجموعة المباني المجاورة للمسجد المذكور التي من ضمنها قسم بوليس مصر القديمة ومكتب التلغراف والكنيسة الإنجليزية والوكالة وقف أبي رابية ومسجد أبي رابية وغيرها.:ج3ص37:ص109 |
| قصر الأميرة شويكار                                                                      |        |              |         |              | قائم   | |